# Bränninge, Södertälje kommun

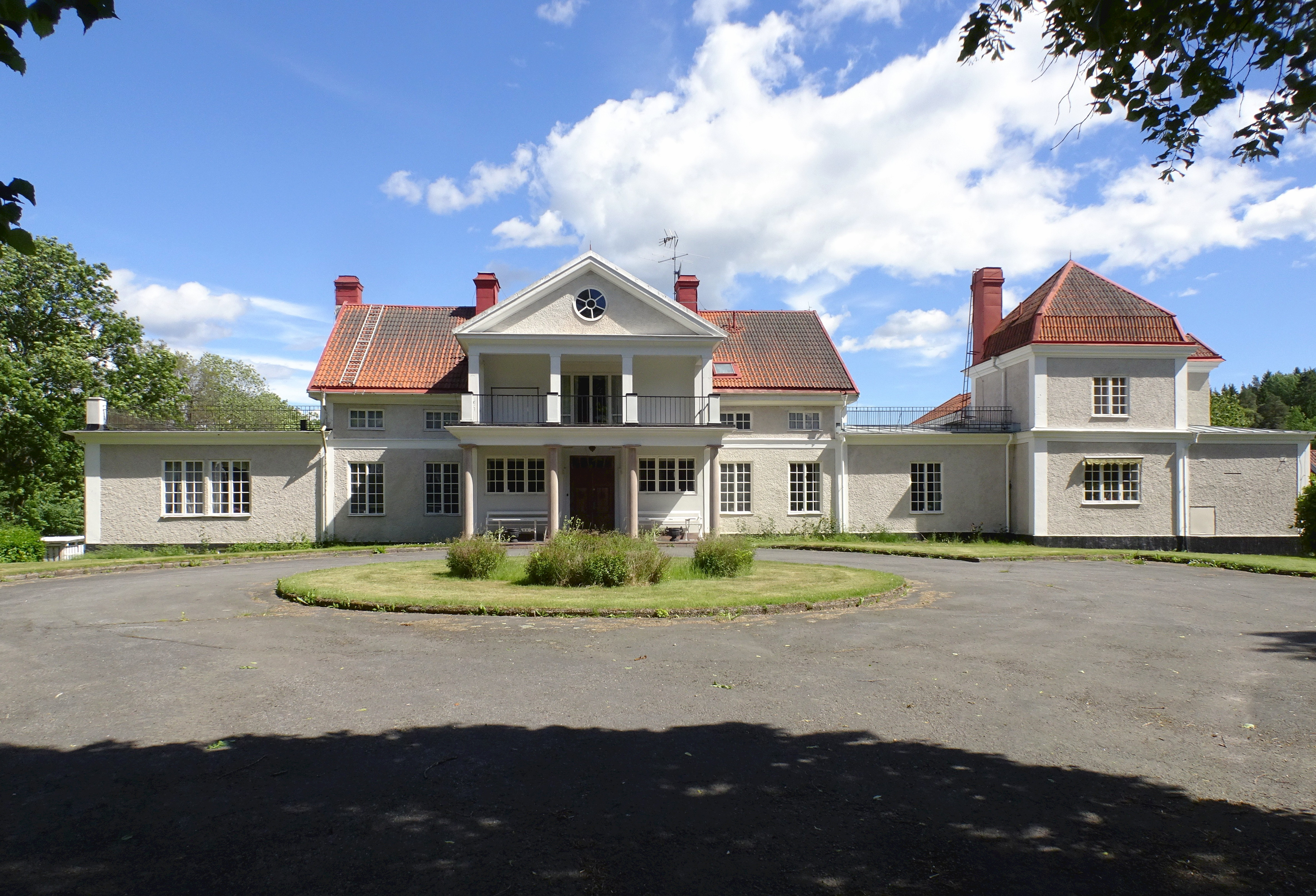
Bränninge gårds huvudbyggnad, juni 2017.

Bränninge gård är ett gods beläget i Tveta socken vid Hallsfjärden i Södertälje kommun. Gården har rötter tillbaka till 1300-talet. Vid mitten av 1600-talet anlades här Bränninge bruk. Idag återstår några av brukets byggnader och gårdens huvudbyggnad, ursprungligen från 1780-talet samt ekonomibyggnader från 1910-talet. Norra delen av Bränninges egendom avstyckades 1905 och blev villasamhället Pershagen. På gårdens mark finns Öbacken-Bränninge naturreservat som bildades 1992.

## Historik

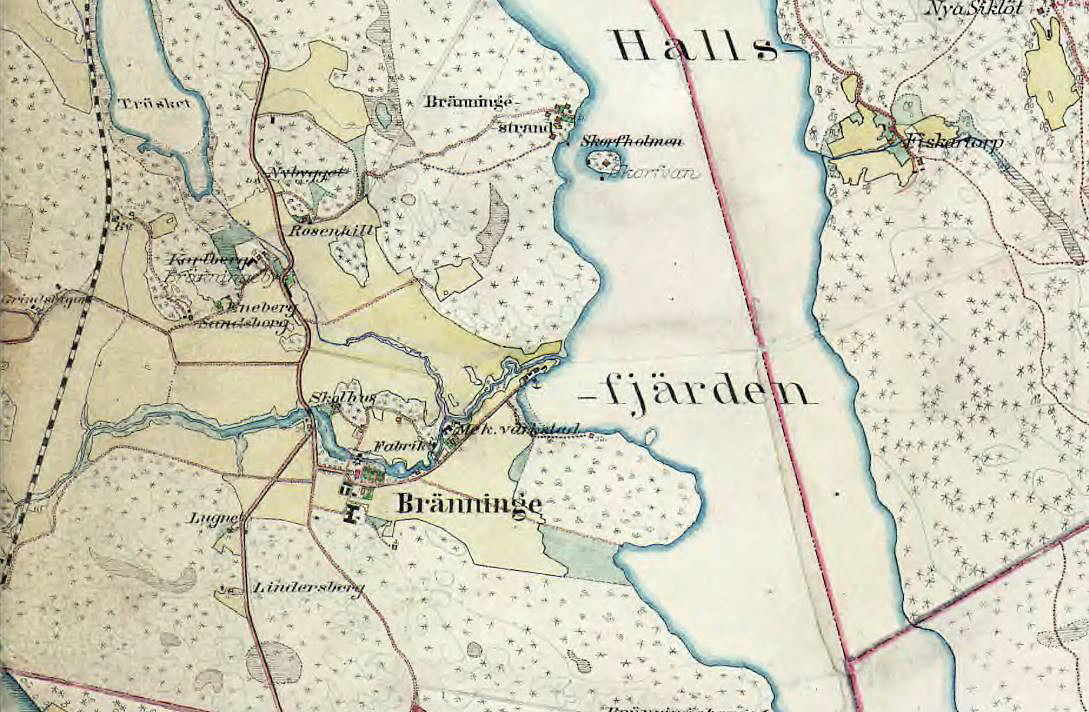
Bränninge omkring år 1900.

Ett forntida gravfält (kallat "Kungsbacken") norr om gården vittnar om att platsen var bebodd åtminstone sedan bronsåldern. Bränninge var en av de största och äldsta byarna i Tveta socken. Namnet betyder ”svedjeland” och omnämns i skrift första gången 1364 där det talas om en Ingemund i Bränninge.
Det som gjorde byn stor var närheten till Östersjön och tillgång på vattenkraft från Bränningeån samt den viktiga färdvägen mot Södertälje och Stockholm (gamla Riksettan, dagens Nyköpingsvägen). Vid Bränningeviken anlades ett gjuteri i mitten av 1600-talet och på 1680-talet en stångjärnshammare. Här förädlades järnmalm från Utös och Skottvångs gruvor. Före laga skifte hörde till Bränninge åtta bondgårdar, en vattenkvarn med såg, vägkrog och en skola samt bruket.
Med sitt manufaktursmide blev Bränninge bruk socknens största industri. På bruket tillverkades bland annat smidda spik som användes för bygget av gamla Södertälje rådhus. Kring sekelskiftet 1900 producerades även cigaretter, tobaken lagrades i det fortfarande bevarade magasinet och cigaretterna rullades i gamla statarlängan. Som mest sysselsatte bruket ett tjugotal personer. Industriverksamheten lades ner i början av 1900-talet och därefter försvann byn till största del.

## Exploatering och modernisering
Gården förvärvades 1897 av direktör August Finlöf och 1904 gick industrimannen Johannes Lohman in som delägare. Godset bestod i början av 1900-talet av 2 7/8 mantal och en areal av 653 hektar, varav ungefär 165 hektar åker. Norra delen av gårdens ägor kallades ”Pers hagen” efter en Per, som bodde här i slutet av 1800-talet. Marken såldes till godsägaren Justus Hellsten som 1905 började exploatera ”Pers hage” och fick fastighetsbeteckningen Bränninge 1:4, dagens Pershagen. Försäljningen av tomter gick trögt och omkring 1910 bodde bara 40 personer i Pershagen. 
Mellan 1905 och 1917 ägdes Bränninge av direktör Karl Wilhelm Hagelin (1860-1955), som arbetade länge vid bröderna Ludvig och Robert Nobels oljeanläggningar Branobel i Baku. Under honom genomgick huvudbyggnaden en omfattande om- och tillbyggnad samt modernisering varvid den fick sitt nuvarande utseende. Han lät uppföra de stora ekonomibyggnaderna vid bruksvägen och fortsatte med tomtstyckning och försäljning.

Bränninge under Hagelin
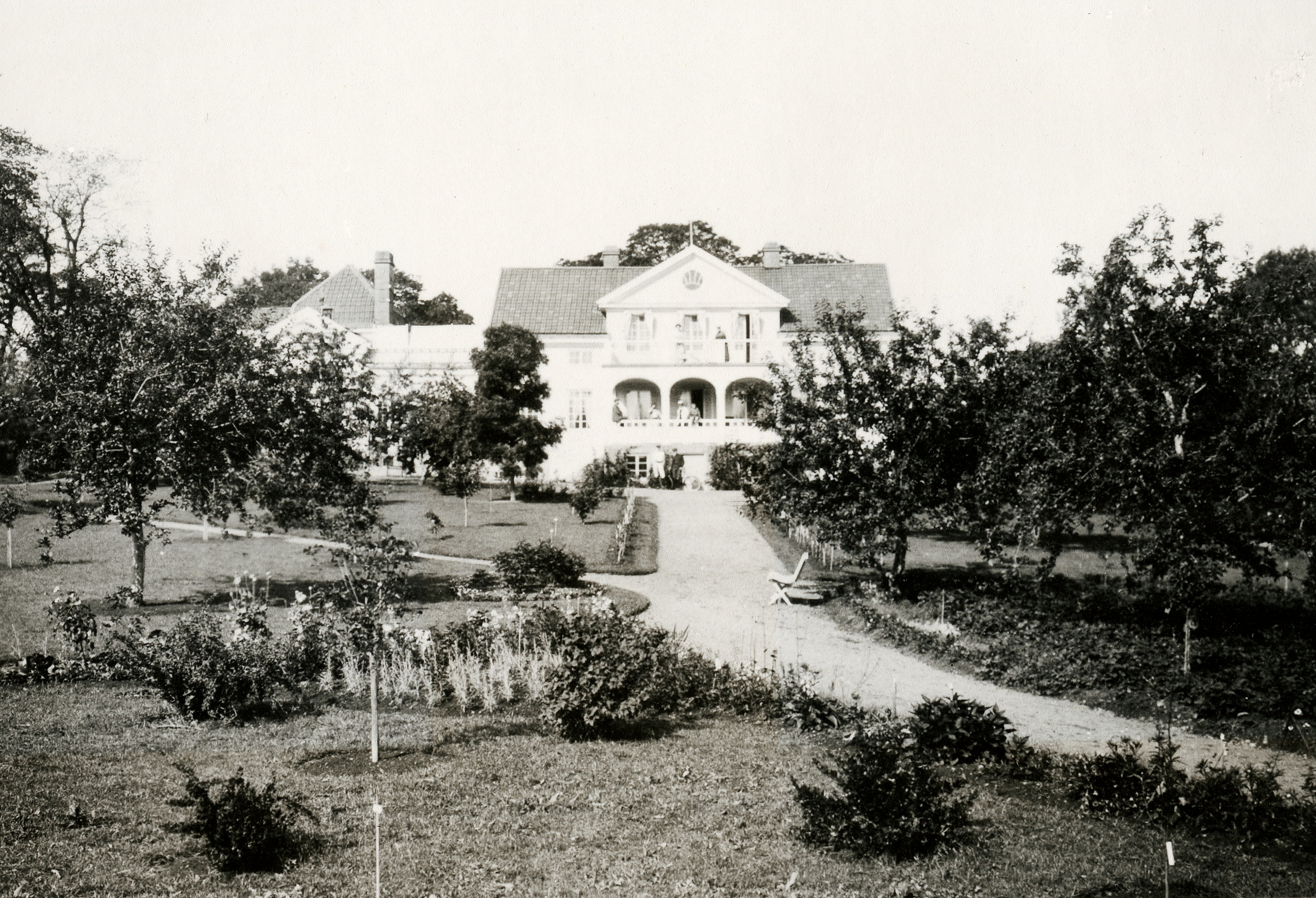
Huvudbyggnaden omkring 1910.
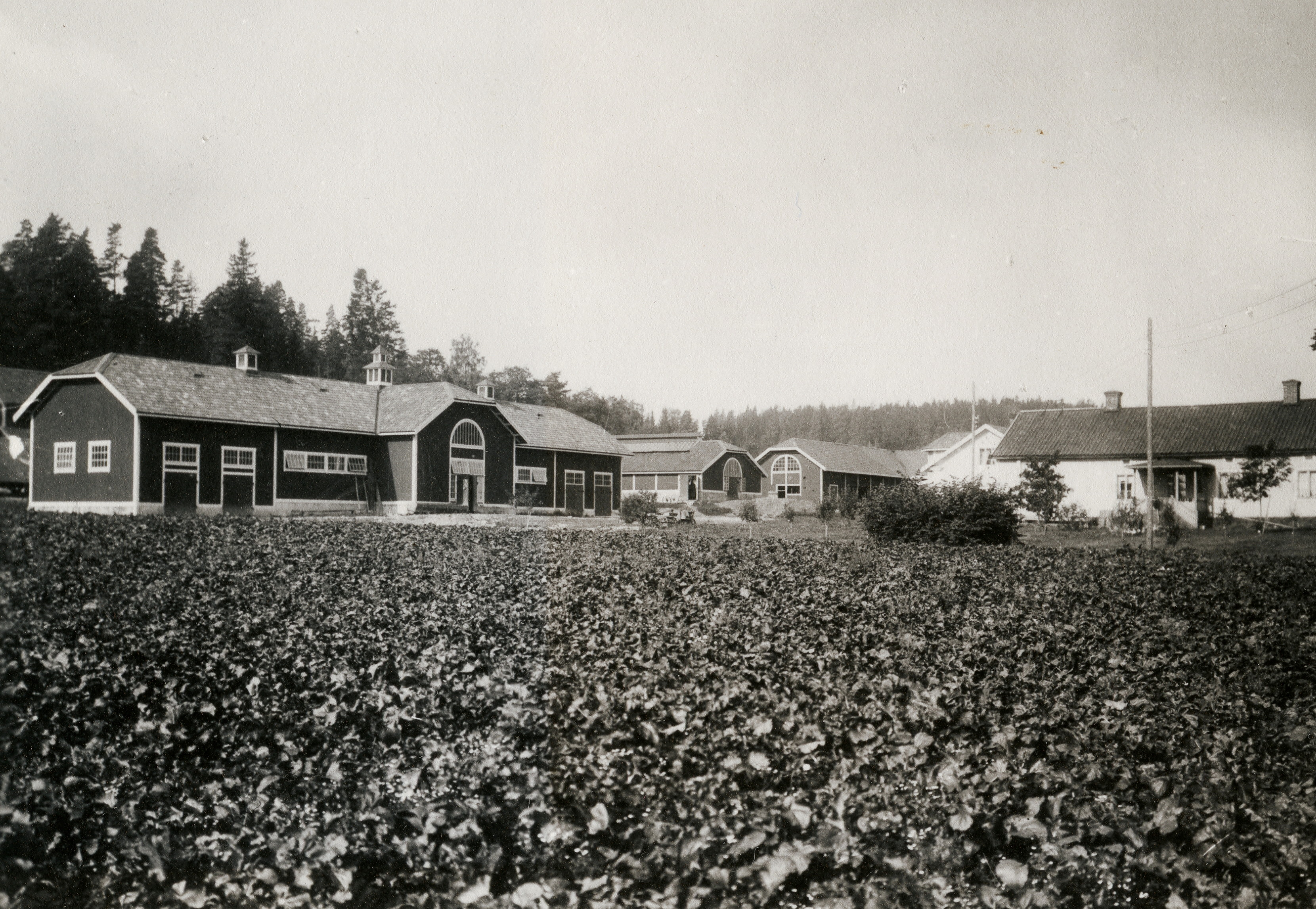
Gårdens ekonomibyggnader, 1910.
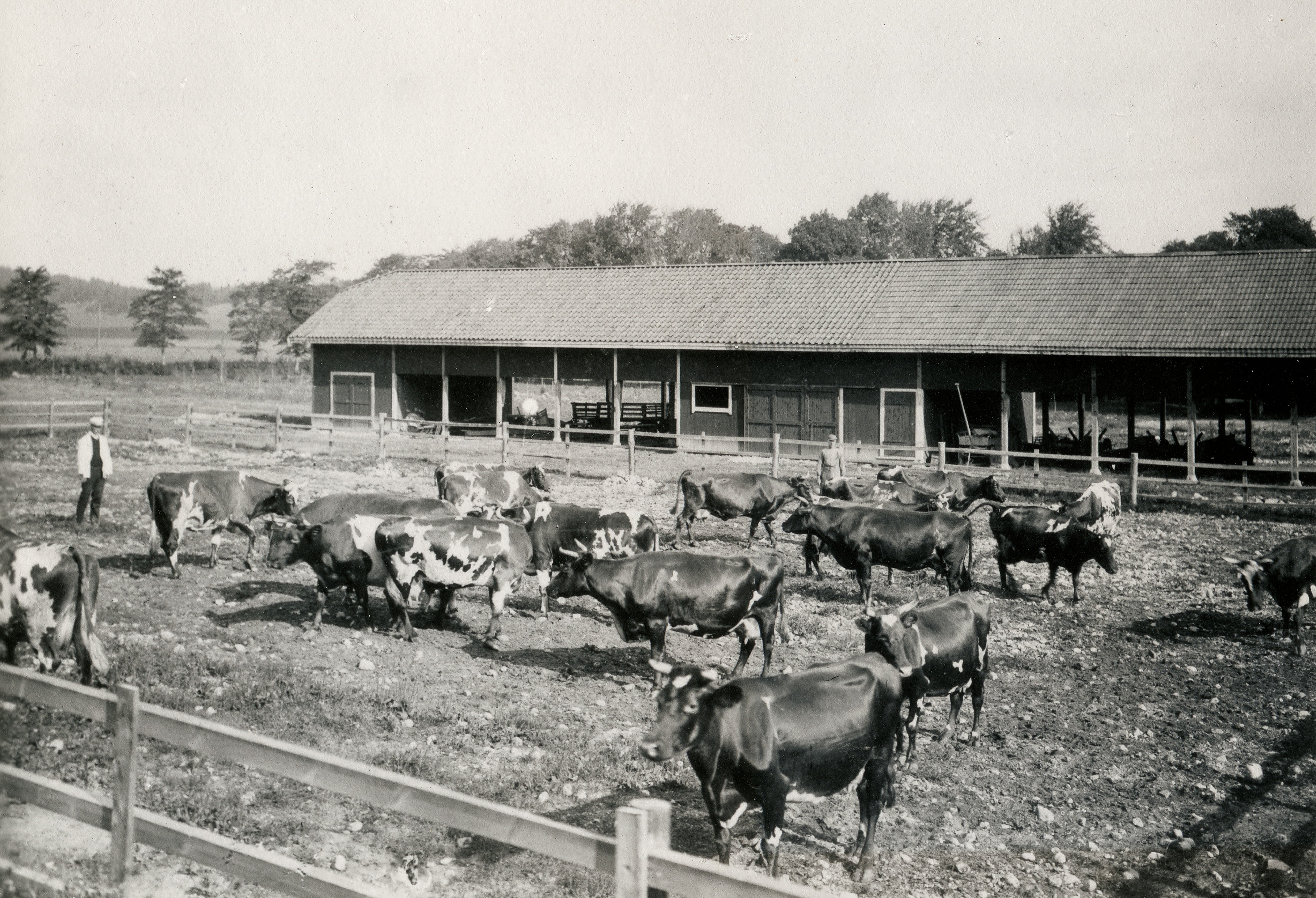
Redskapsliden, Bränninge 1910.
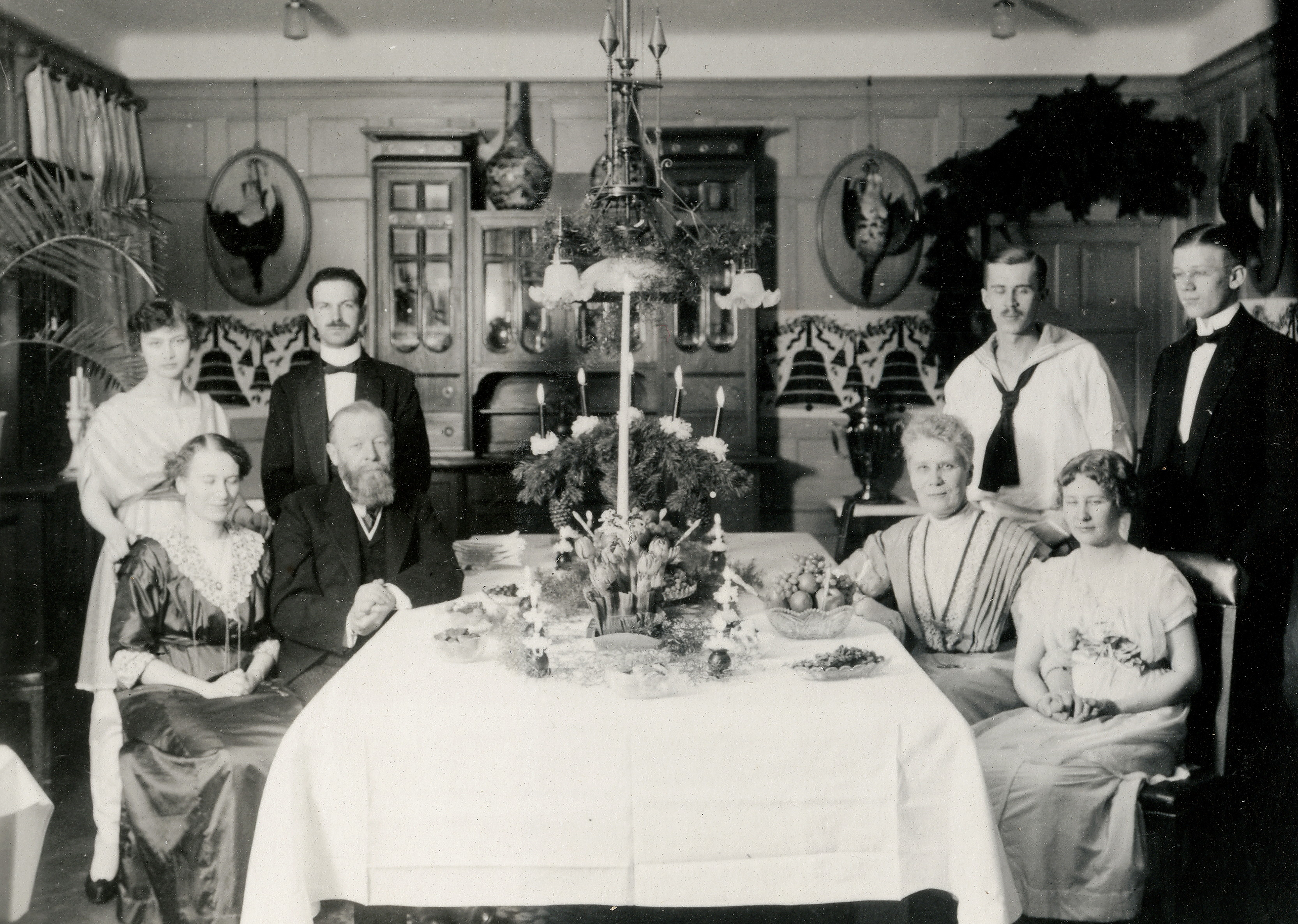
Hagelins släkt, en julafton kring 1910. Husherren sitter till vänster om bordet.

Nästa ägare var ingenjören Henrik Hallström (1895-1934). 1919 anlades vid Bränningeån ett litet vattenkraftverk som hade en effekt på 105 kW och producerade likström för gårdens behov (nedlagd 1976). Under 1920- och 1930-talen fortsatte Hallström stycka upp gårdens norra ägor till villatomter. Det var huvudsakligen arbetare vid Vabis, järnvägen och Södertelge Verkstäder som bodde i Pershagen. Bränningestrand, belägen söder om Pershagen, blev framför allt ett område med sommarstugor. År 1935 uppfördes Pershagens kapell vars bygge möjliggjordes genom en tomtdonation 1931 från Henrik Hallström.

## Gårdens vidare öden
Den sista privata ägaren var storbyggmästare Baltzar Lundström (1913–1968) som 1944 grundade Svenska Bostäder. Lundströms dödsbo sålde Bränninge gård 1970 med sina kvarvarande ägor till Södertälje kommun. I oktober 1992 beslöt kommunen att den 24,5 hektar stora halvön ”Öbacken” skulle bevaras som naturreservat och fick namnet Öbacken-Bränninge naturreservat. På gården bedrivs idag jordbruk och hästverksamhet. 

## Framtidsplaner
Det finns kritiserade planer på att anlägga en småbåtshamn i Bränningeviken. Södertälje kommun har även presenterat detaljplaner för att bebygga området kring södra Pershagen med bostäder, som kan ge upp till 650 till 700 nya lägenheter i en blandad bebyggelse.

Nutida bilder byggnader
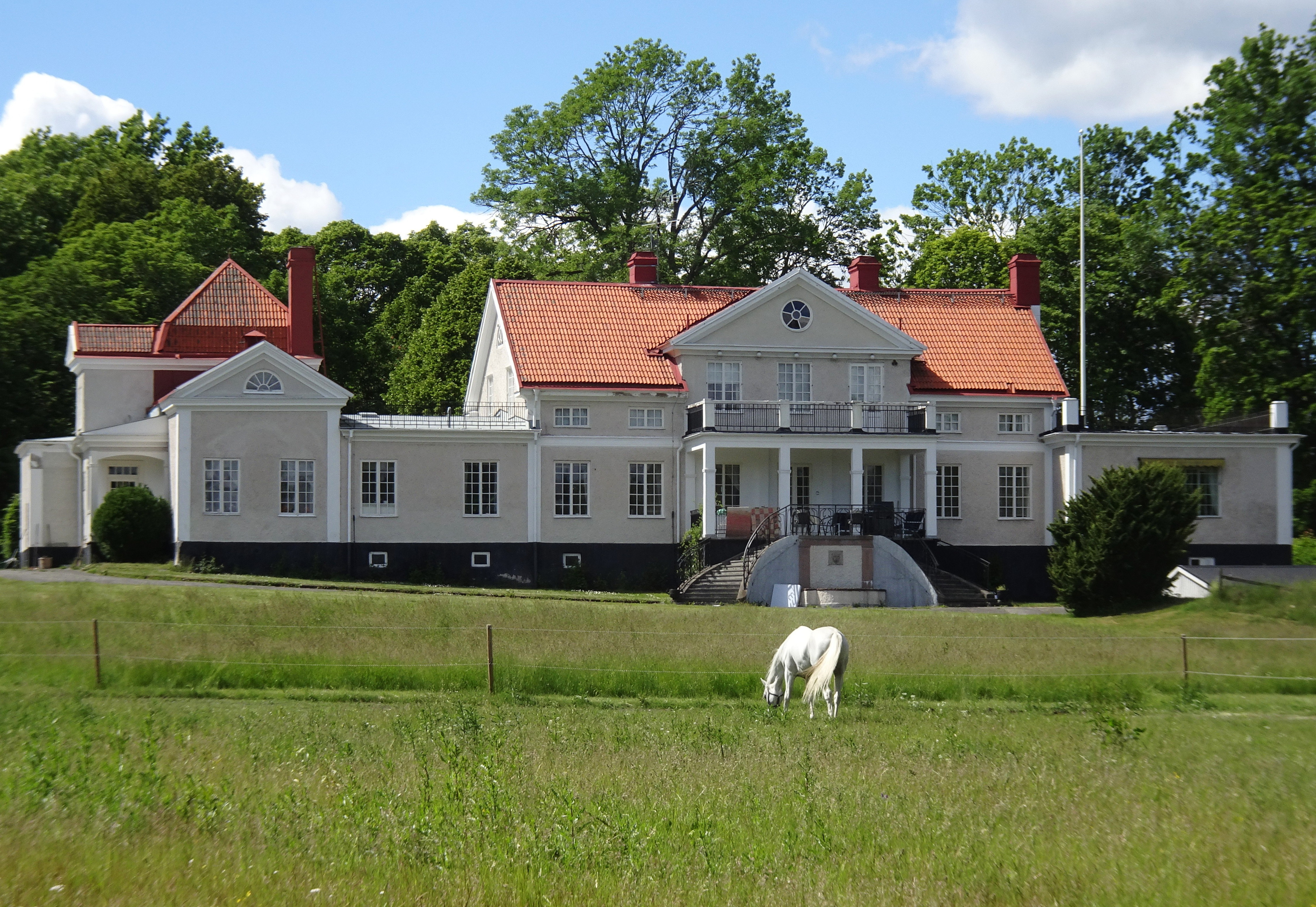
Huvudbyggnad, fasad mot öster.
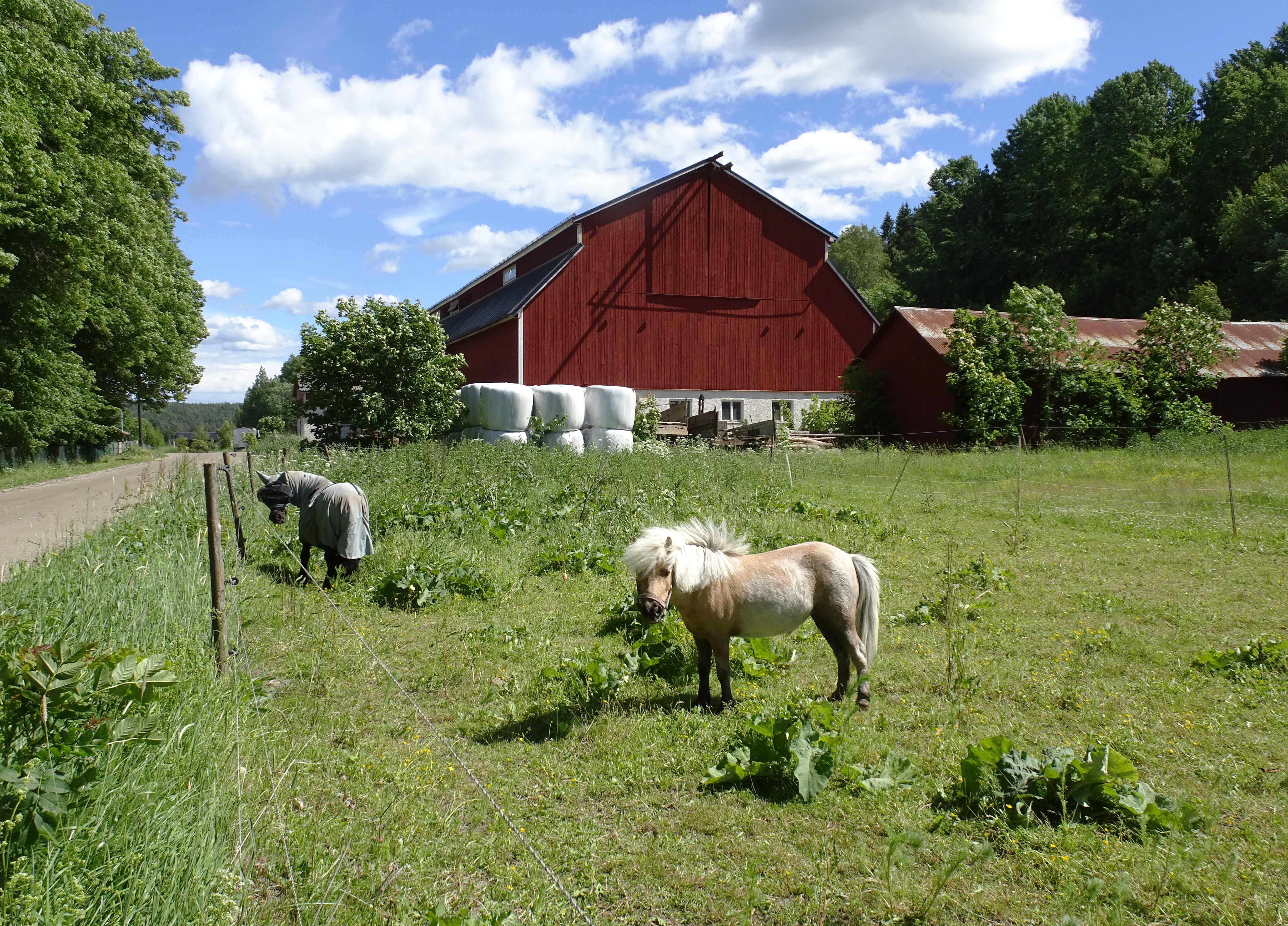
Ekonomibyggnader vid gården.
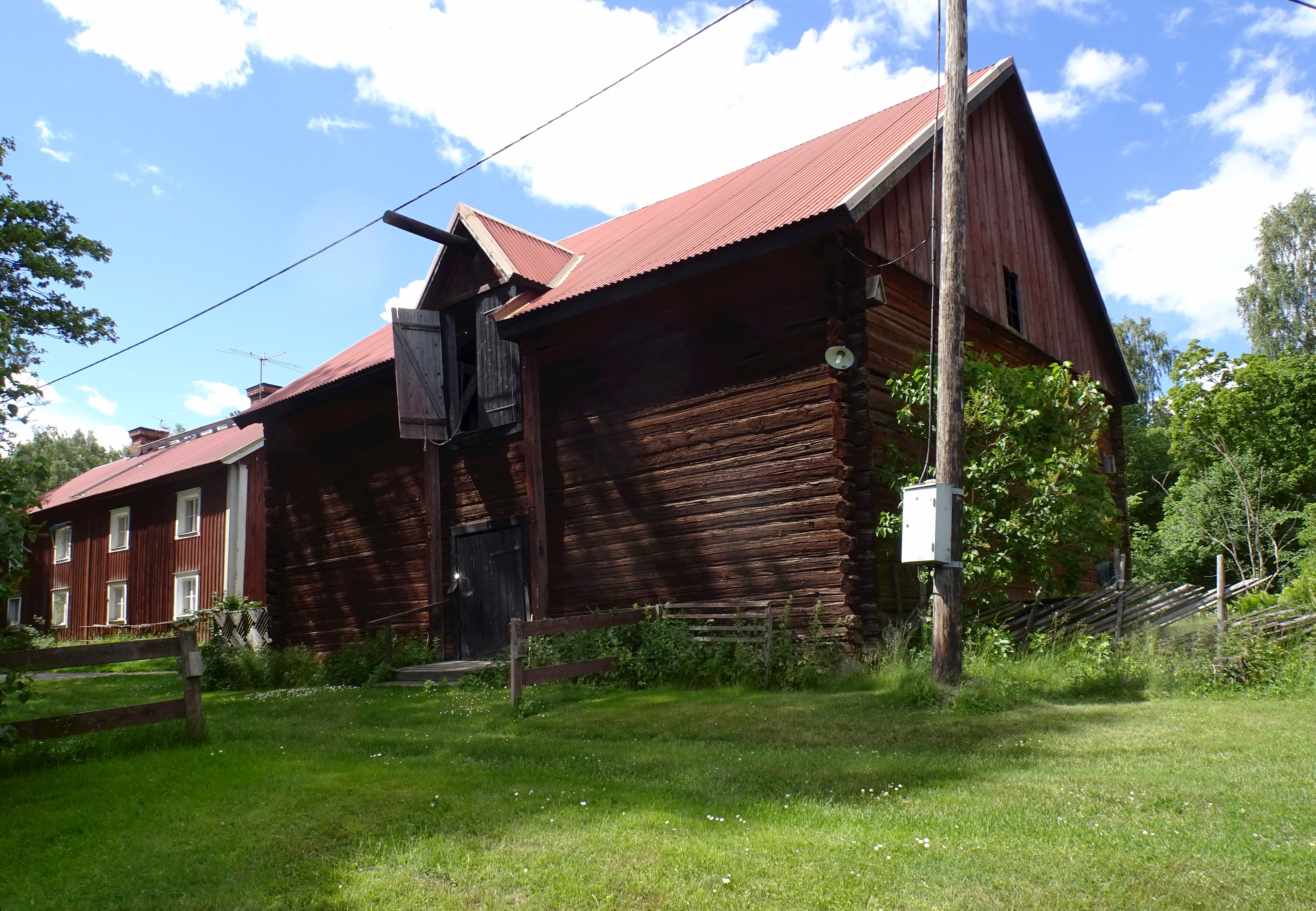
Före detta magasinet och bostadshus.
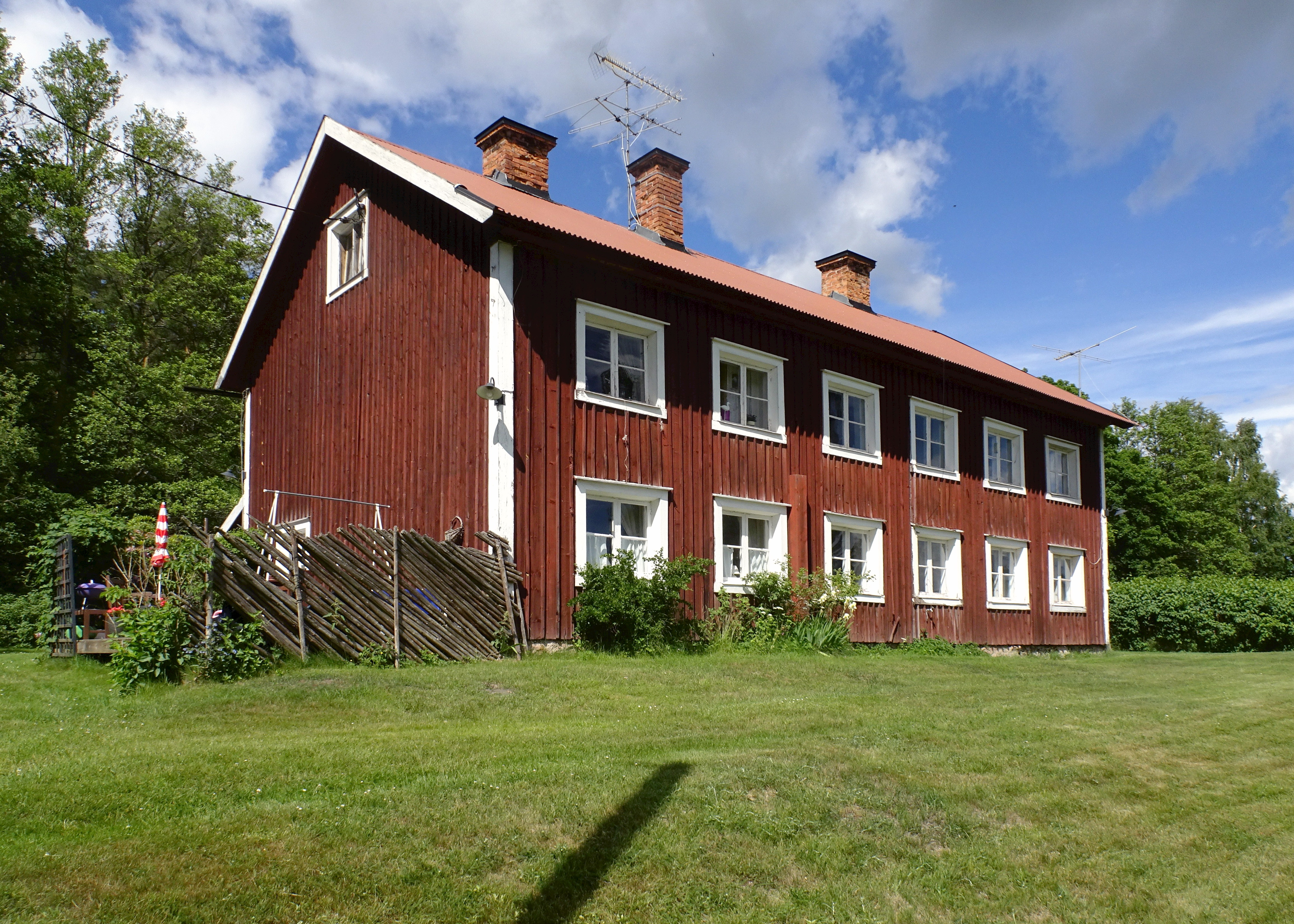
Före detta statarlängan, Bränninge bruk.

Nutida bilder omgivning
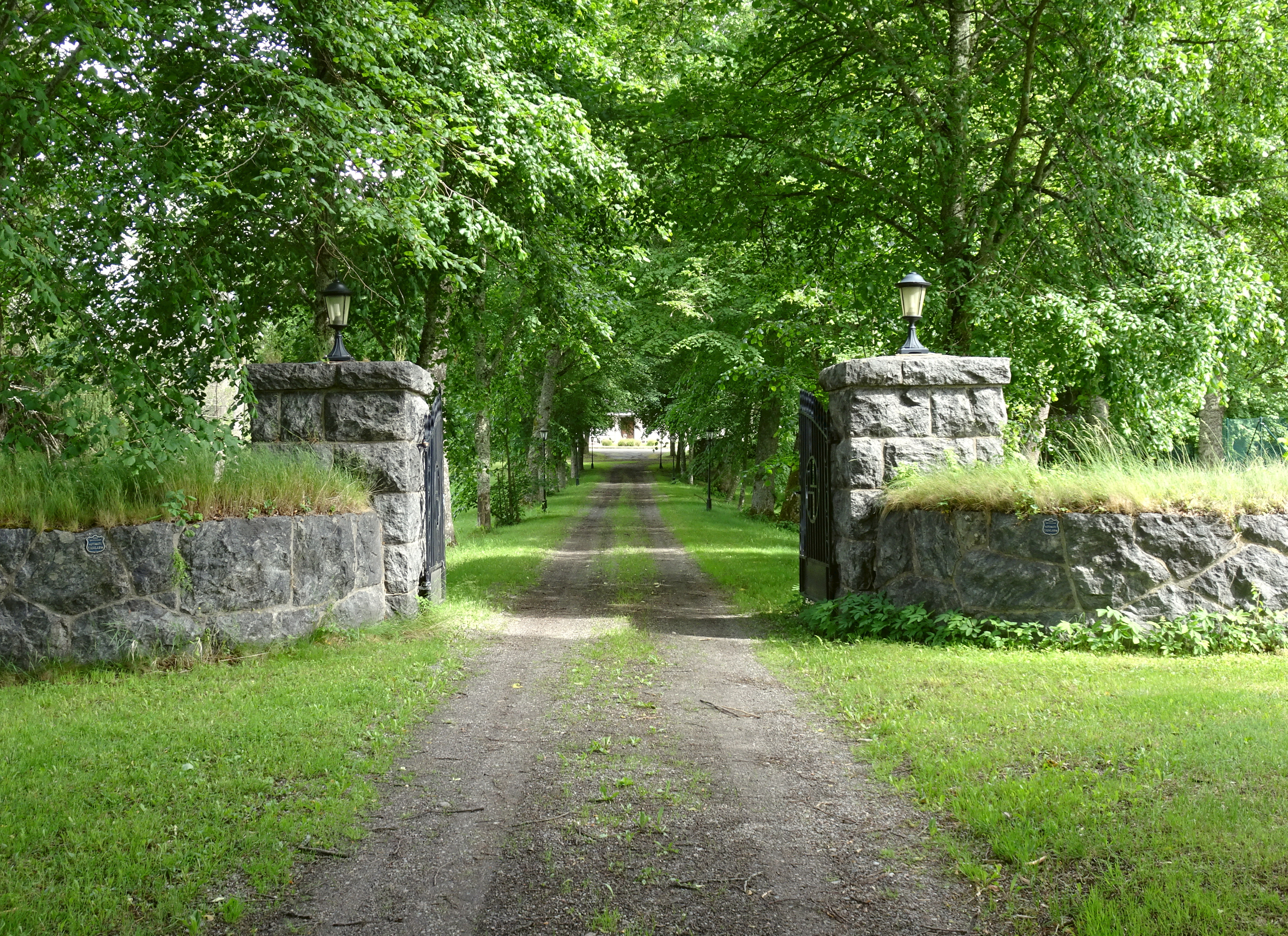
Infart med grind från Nyköpingsvägen
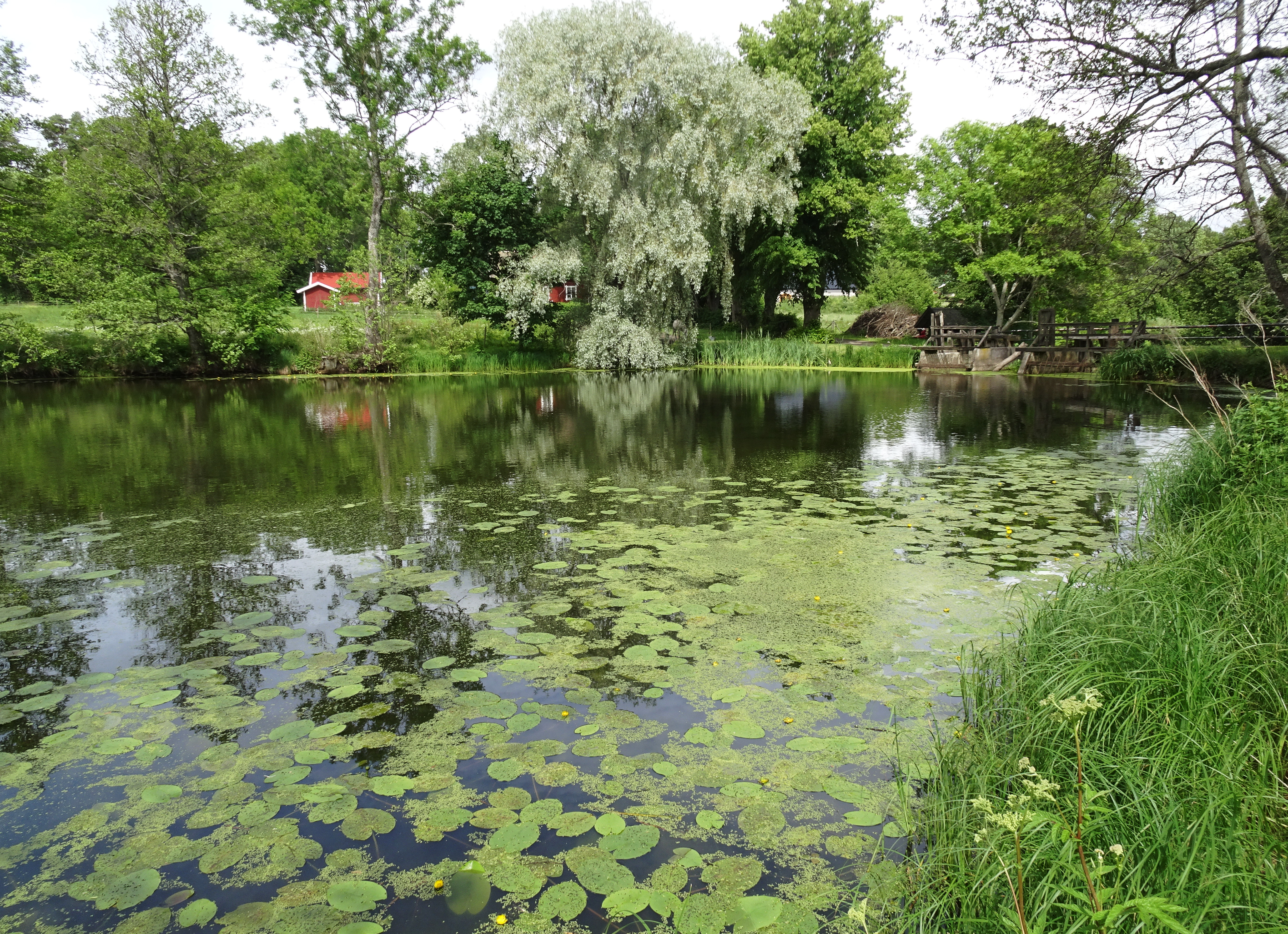
Dammen som bildas av Bränningeån
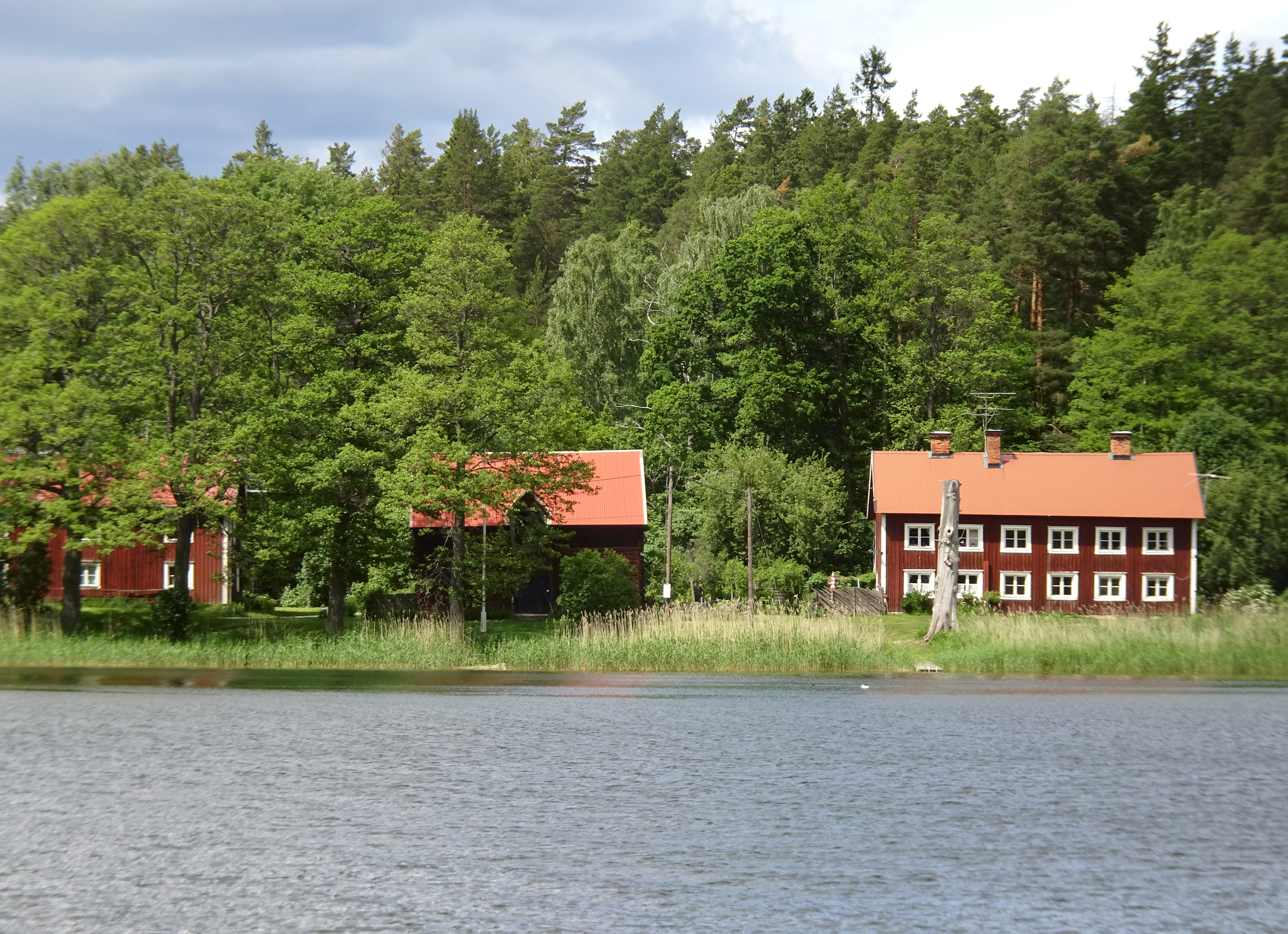
Bränninge bruks kvarvarande byggnader
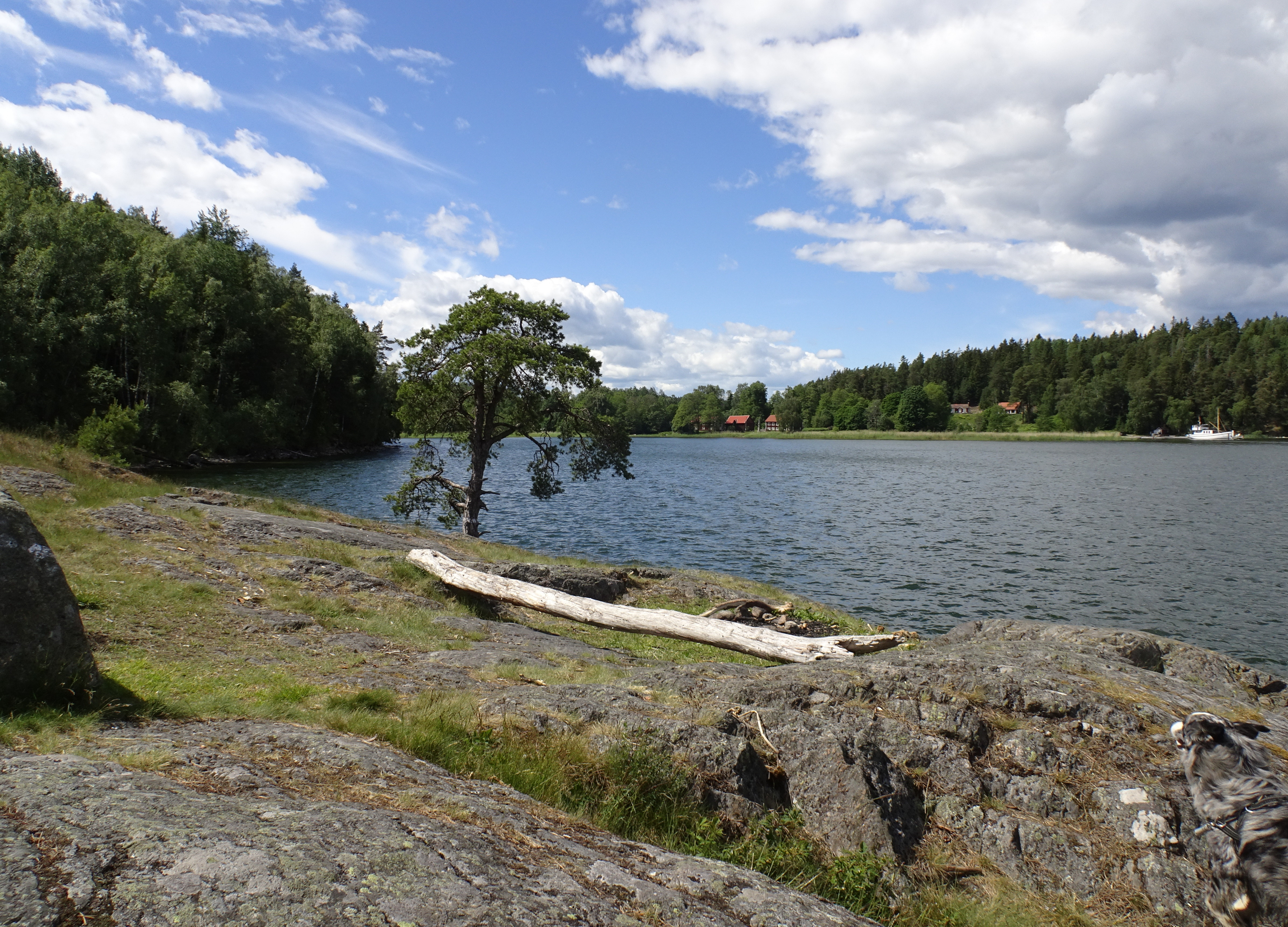
Öbacken-Bränninge naturreservat vy från Vargholmen över Bränningeviken